# Station Dzierżoniów Dolny
Station Dzierżoniów Dolny is een spoorwegstation in de Poolse plaats Dzierżoniów.